# Staroszczerbakowo
Staroszczerbakowo (ros. Старощербаково) – wieś (dieriewnia) w Rosji, w obwodzie nowosybirskim, w rejonie barabińskim. W 2010 liczyła 484 mieszkańców.